# Función referencial
La función referencial es la función del lenguaje relacionada con los factores de la comunicación, el referente y el contexto; es decir, cualquier cosa exterior al propio acto comunicativo. Se da cuando el mensaje que se transmite puede ser verificable y se reconoce la relación que se establece entre el mensaje y los referentes externos del mismo. Los recursos lingüísticos principales de esta función son los deícticos. Utiliza un lenguaje de significado denotativo (el significado primario de las palabras). Prevalecen los sustantivos y verbos, la entonación enunciativa o aseverativa y el modo verbal indicativo, que es el modo de lo real. Es la más común en textos informativos, científicos y periodísticos (en el género denominado noticia).

Los textos que la contienen se caracterizan por ser objetivos, monosémicos y unívocos. Esta función la encontramos en los llamados textos científicos, cuyo propósito es ofrecer conocimientos e información. Se caracterizan por aludir a lo extralingüístico, es decir, a nuestro entorno o lo que nos rodea y se emplea cuando pretendemos transmitir una información sin hacer valoraciones sobre ella ni pretender reacciones en nuestro interlocutor. De esta función emana el archigénero literario narrativo o épico.
En pocas palabras se podría explicar que ayuda a la referencia de las palabras al hablar y el dirigirse a algo.